# Peperomia galioides
Peperomia galioides Kunth – gatunek rośliny z rodziny pieprzowatych (Piperaceae). Pochodzi z tropikalnych regionów Meksyku, Ameryki Środkowej i Ameryki Południowej. Jest uprawiana w wielu krajach świata. W 1995 r. naukowcy wykryli w tej roślinie związek chemiczny piperogalin charakteryzujący się dużą aktywnością w zwalczaniu trzech gatunków pierwotniaków  Leishmania, wywołujących chorobę zwaną  leiszmaniozą, oraz pierwotniaka o nazwie świdrowiec amerykański (Trypanosoma crusi), wywołującego chorobę Chagasa.